# Врба (Гацко)
Врба (серб. Врба / Vrba) — село в общине Гацко Республики Сербской Боснии и Герцеговины. Население составляет 34 человека по переписи 2013 года.